# Fauillet
Fauillet är en kommun i departementet Lot-et-Garonne i regionen Nouvelle-Aquitaine i sydvästra Frankrike. Kommunen ligger i kantonen Tonneins som tillhör arrondissementet Marmande. År 2022 hade Fauillet 857 invånare.

## Befolkningsutveckling
Antalet invånare i kommunen Fauillet
| Referens: INSEE |